# Edwardsiana ishidae
Edwardsiana ishidae är en insektsart som först beskrevs av Matsumura 1932.  I den svenska databasen Dyntaxa används istället namnet Edwardsiana ishidai. Edwardsiana ishidae ingår i släktet Edwardsiana och familjen dvärgstritar. Arten är reproducerande i Sverige. Inga underarter finns listade i Catalogue of Life.